# John Ehsa
John Ehsa, né le 20 août 1958 à Madolenihmw et mort en janvier 2022, est un politicien micronésien. Il est diplômé de la Xavier High School, une école secondaire jésuite située sur l'île de Truk, en 1975. Après avoir occupé de juin 1975 à mars 1976 un premier poste dans l'aide au développement dans l'administration du district de Pohnpei, John Ehsa est engagé dans un bureau de statistique à Saipan de l'administration du Territoire sous tutelle des îles du Pacifique. Il poursuit sa carrière en janvier 1983 comme chef de la division de statistique des États fédérés de Micronésie. En novembre, il rentre comme conseiller technique au département de l'intérieur des États-Unis, plus précisément dans le Bureau des affaires territoriales et internationales. En août 1994, il quitte cet emploi pour celui de conseiller en gestion financière au Département de la trésorerie et de l'administration de l'État de Pohnpei. À partir de juin 1996 et jusqu'en août 2003, il est secrétaire du Département des finances et de l'administration des États fédérés de Micronésie. Il devient par la suite directeur exécutif du Comité mixte sur les négociations économiques entre les États fédérés de Micronésie et les États-Unis de septembre 2003 à août 2004. Ehsa a également travaillé comme directeur de l'Administration pour le Congrès des États fédérés de Micronésie d'août 2004 à août 2006.
Ehsa devient le gouverneur de Pohnpei, l'un des quatre États qui constituent les États fédérés de Micronésie, le 14 janvier 2008. Il succède à Johnny P. David. Il nomme Churchill B. Edward comme vice-gouverneur après sa première élection puis Marcelo K. Peterson après sa réélection en 2012.
John Ehsa est démis de ses fonctions pour fautes graves à l'unanimité des dix-neuf membres présents de l'Assemblée législative de Pohnpei lors d'un vote le 16 juin dont le résultat lui est signifié le lendemain. Le 9 septembre, John Ehsa dépose une motion d'empêchement pour conflit d'intérêts contre deux des trois membres de la Cour suprême de Pohnpei, institution qui doit officiellement confirmer sa destitution. Sa motion est rejetée le 30 septembre. John Ehsa abandonne son poste le 9 octobre. Le lendemain, son lieutenant-gouverneur Marcelo Peterson est officiellement institué gouverneur, fonction qu'il occupait de manière effective depuis le 17 juin. John Ehsa a envisagé de reprendre son poste de sénateur en démissionnant de son poste de gouverneur pour rendre la procédure d'empêchement sans objet.